# 達卡阿巴罕尼足球會
達卡阿巴罕尼足球會（Abahani Limited Dhaka）是孟加拉國的一個職業足球會，1972年成立，目前於孟加拉足球超級聯賽角逐。
球會曾六奪孟加拉足球超級聯賽冠軍。